# The Angry Brigade
 (septembre 2024).
The Angry Brigade était un petit groupe armé britannique d'inspiration communiste libertaire, responsable de plusieurs attentats entre 1970 et 1972 en Grande-Bretagne.

## Histoire
Influencé par l'anarchisme et les situationnistes, ce groupe armé avait pour cibles des banques, des ambassades ou le siège du Parti conservateur. Au total, 25 attentats lui ont été attribués par la police. Bien qu'une personne ait été légèrement blessée lors d'un attentat, les dommages se sont la plupart du temps limités à des dégâts matériels.
Fin août 1971, six militants anarchistes sont inculpés pour leur possible appartenance au groupe. Le procès s'ouvre à Londres le 30 mai 1972, pour finir le 6 décembre. Quatre inculpés sont condamnés à de lourdes peines de prison, Stuart Christie et Albert Meltzer sont acquittés après avoir passé 18 mois en détention préventive.